# Лужнецкий проезд
Лужне́цкий прое́зд — улица в центре Москвы в Хамовниках между Большой Пироговской улицей и Хамовническим Валом. Здесь находится Новодевичье кладбище.

## Происхождение названия

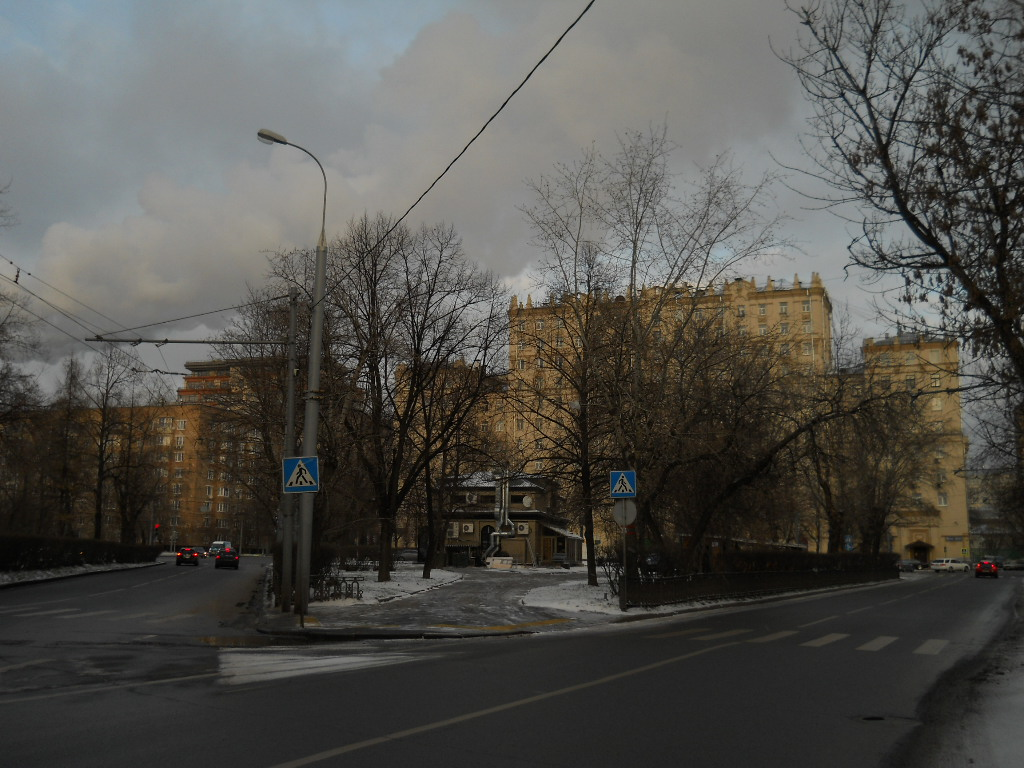
Стрелка Лужнецкого проезда (налево) и Малой Пироговской (направо).

Название получил в начале XX века в связи с близостью к Лужнецкой набережной.

## Описание

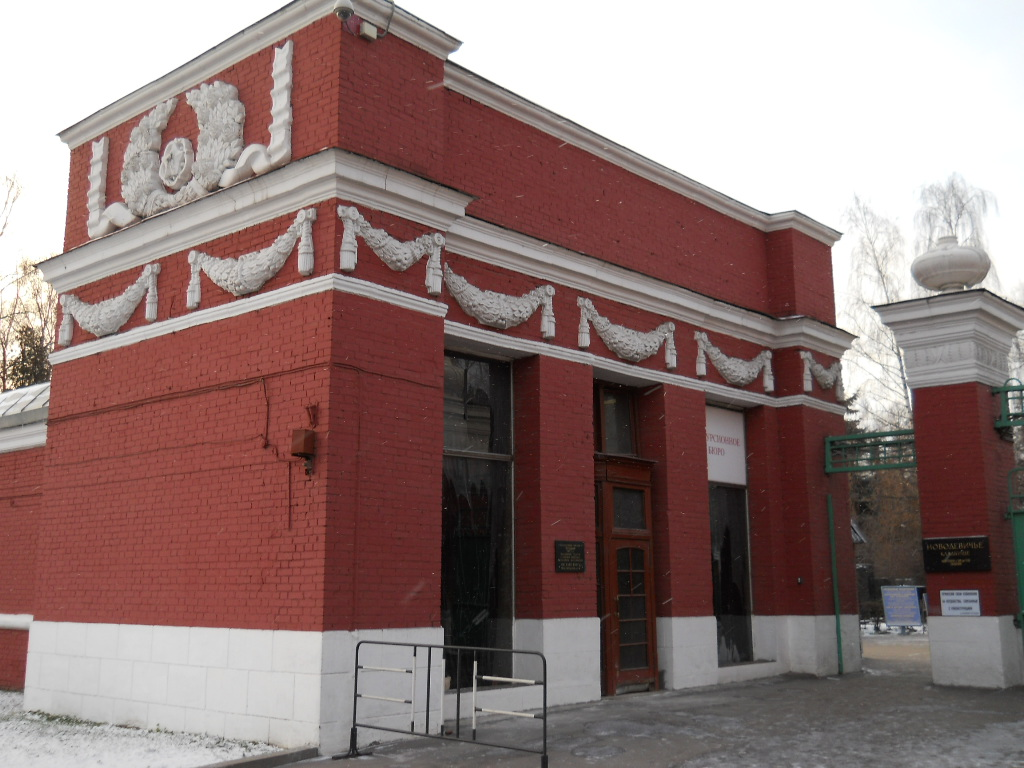
Вход на Новодевичье кладбище.

Лужнецкий проезд является продолжением Большой Пироговской улицы за площадью Новодевичьего Монастыря, проходит на юго-запад вдоль комплекса Новодевичьего монастыря, сливается с Малой Пироговской и выходит на Хамовнический Вал, за которым продолжается проезд, выходящий под Третьим транспортным кольцом на улицу Лужники и Новолужнецкий проезд.

## Здания и сооружения
По нечётной стороне:
- № 15 — Детская инфекционная больница № 8 (снесена);

По чётной стороне:
- № 2 — Новодевичье кладбище.

## Транспорт
По Лужнецкому проезду проходит и имеет там остановки автобус с755.
В пешей доступности находятся станция метро  Спортивная и станция МЦК  Лужники.

## См.также
- Лужнецкая набережная
- Новолужнецкий проезд
- Большая Пироговская улица